# Vi (color)
La color vi o color de vi és un matís fosc del color vermell o vermell purpuri. També se'n diu vermell vi. Aquest to és una representació de la color del vi negre.
En alguns països llatinoamericans, aquesta color s'anomena conchevino o borravino perquè antigament es vaporitzava el vi per a extreure'n el pigment del solatge del vi, i així acolorir teles i pintures (quadres), principalment.

## Tonalitats
Seguidament, algunes de les varietats de la color vi:
| Nom | Mostra | Cod. Hex. | RGB | RGB | RGB | HSV | HSV | HSV |
| --- | ------ | --------- | --- | --- | --- | --- | --- | --- |

| Nom                                | Mostra | Cod. Hex. | RGB | RGB | RGB | HSV  | HSV  | HSV |
| ---------------------------------- | ------ | --------- | --- | --- | --- | ---- | ---- | --- |
| Borgunya                           |        | #900020   | 144 | 0   | 32  | 347° | 100% | 56% |
| Borgunya                           |        | #6B0D0D   | 107 | 13  | 13  | 0°   | 88%  | 42% |
| Bordeu                             |        | #7F1E57   | 127 | 30  | 87  | 325° | 76%  | 50% |
| Bordeu                             |        | #6D071A   | 109 | 7   | 26  | 349° | 94%  | 43% |
| Bordeus o guinda                   |        | #800040   | 128 | 0   | 64  | 330° | 100% | 50% |
| Carmí d'alitzarina                 |        | #663744   | 102 | 55  | 68  | 343° | 46%  | 40% |
| Cirera                             |        | #78184A   | 120 | 24  | 74  | 329° | 80%  | 47% |
| Bordeus Clairet (Bordeaux Clairet) |        | #7F1734   | 127 | 23  | 52  | 343° | 82%  | 50% |
| Solatge de vi (solatge de vi)      |        | #673147   | 103 | 49  | 71  | 336° | 52%  | 40% |
| Corint (raïm de Corint)            |        | #BB5D5E   | 187 | 93  | 94  | 359° | 50%  | 73% |
| Granat                             |        | #AA1C47   | 170 | 28  | 71  | 342° | 84%  | 67% |
| Guinda                             |        | #952F57   | 149 | 47  | 87  | 336° | 68%  | 58% |
| Fetge                              |        | #891E35   | 137 | 30  | 53  | 347° | 78%  | 54% |
| Vermell vi                         |        | #83072D   | 131 | 7   | 45  | 342° | 95%  | 51% |
| Vermell vi (RAL)                   |        | #5E2129   | 94  | 33  | 41  | 352° | 65%  | 37% |
| Sangria                            |        | #92000A   | 146 | 0   | 10  | 356° | 100% | 57% |
| Vermell toscà                      |        | #7C3030   | 124 | 48  | 48  | 0°   | 61%  | 49% |
| Vi                                 |        | #722F37   | 114 | 47  | 55  | 353° | 59%  | 45% |
| Vi negre                           |        | #820000   | 130 | 0   | 0   | 0°   | 100% | 51% |

## En indumentària esportiva
- Els atletes veneçolans tradicionalment vesteixen uniformes color vi per a diferenciar-se del tricolor groc, blau i vermell que comparteixen amb Colòmbia i l'Equador; el que ha contribuït a donar-los el sobrenom «Vinotinto». La selecció de futbol de Veneçuela és coneguda com «la Vinotinto».
- Els atletes de Bahrain i Catar tradicionalment vesteixen uniformes color vi.
- És la color principal dels Cleveland Cavaliers de la NBA; juntament amb l'or, el blau marí i el negre.
- És la color principal davantera del Deportivo Saprissa, club de la Primera Divisió de Costa Rica; no obstant això, ells ho denominen «morat».
- El Deportes Tolima, equip de la primera divisió del futbol Colombià té el vi i or com a colors insígnies del club.
- Aquest color acompanyat del blau cel és utilitzat per tres equips del Futbol anglès: Aston Vila, West Ham United i Burnley.

## Galeria

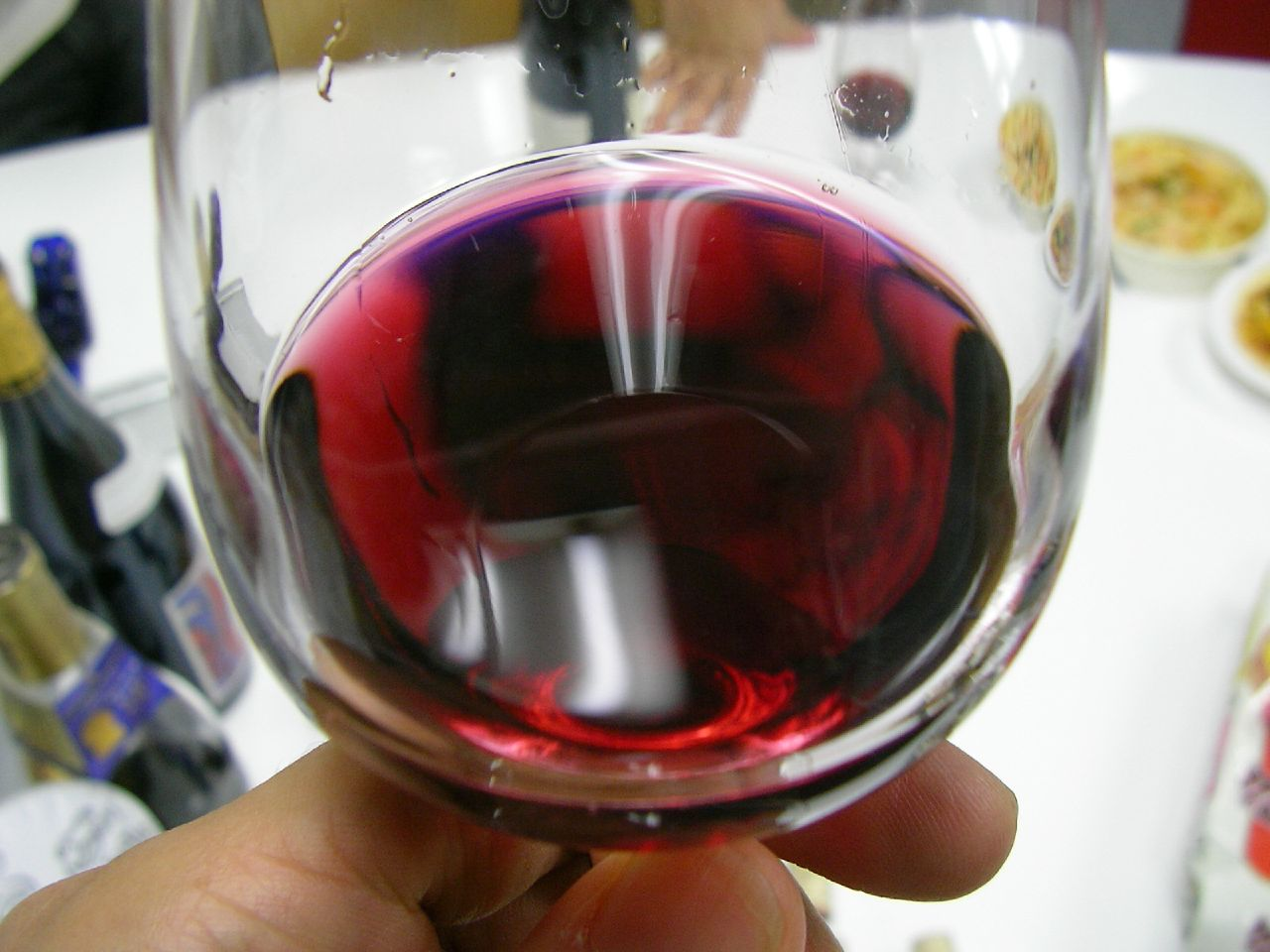
Vi negre, tipus «Beaujolais nouveau».
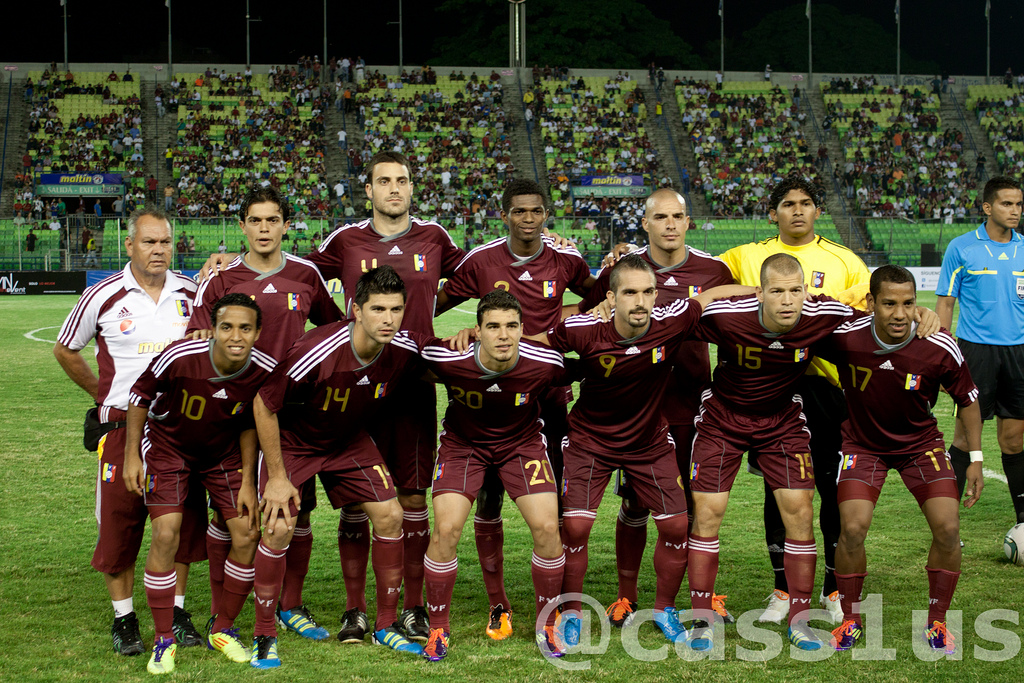
Selecció de futbol de Veneçuela, anomenada «la Vinotinto».
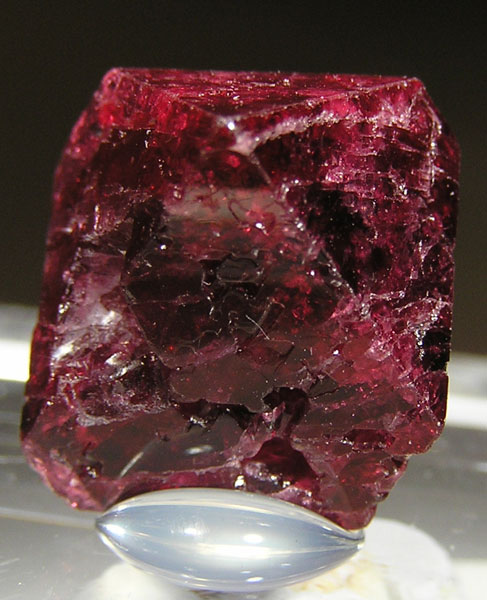
Una espinel·la.
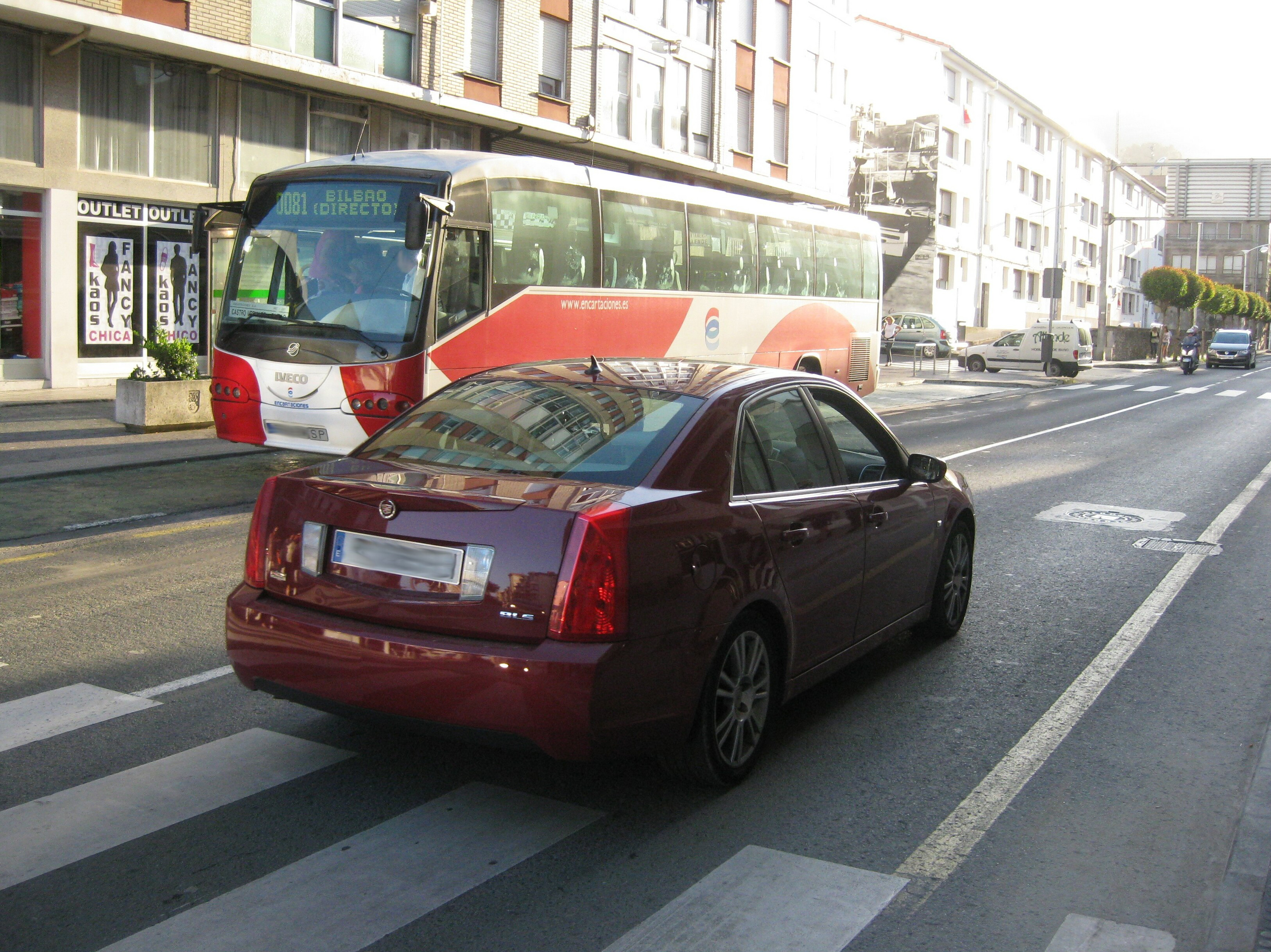
Cadillac.